# كريستيان ترول
كريستيان ترول (بالألمانية: Christian Troll)‏ هو مفكر وباحث وفيلسوف ألماني، ولد في برلين سنة 1937، درس الفلسفة واللاهوت في جامعة بون وتوبنجن، واللغة العربية في الجامعة اليسوعية في بيروت 1963؛ ودرس في كلية الدراسات الشرقية والأفريقية في جامعة لندن 1966. حصل على الدكتوراه 1970 من جامعة لندن بعنوان: سيد أحمد خان، إعادة تأويل اللاهوت الإسلامي.
عمل ترول كأستاذ في كلية الفلسفة واللاهوت في فرانكفورت ودرس في المؤسسات الإسلامية التابعة للمعهد البابوي بروما واشتغل كأستاذ زائر للدراسات الإسلامية في نيودلهي وبرمنغهام وأنقرة. كان مديراً لمنبر المسيحية والإسلام في الأكاديمية الكاثوليكية في برلين سابقاً.

## وصلات خارجية
- Philosophisch-Theologische Hochschule Sankt Georgen (بالألمانية)